# Indotestudo forstenii
Indotestudo forstenii is een schildpad uit de familie landschildpadden (Testudinidae).

## Naam
De soort werd voor het eerst wetenschappelijk beschreven door Hermann Schlegel en Johannes Peter Müller in 1845. Oorspronkelijk werd de wetenschappelijke naam Testudo forstenii gebruikt. De soortnaam forstenii is een eerbetoon aan de bioloog Eltio Alegondas Forsten (1811–1843).

## Uiterlijke kenmerken
De maximale schildlengte is ongeveer 31 centimeter. Het schild, de poten en de kop zijn geheel bruin van kleur. Op de poten zijn vergrote schubben aanwezig.

## Verspreiding en habitat
De schildpad komt voor in zuidelijk Azië en leeft in de landen India en Indonesië. De habitat bestaat uit hoger gelegen bossen.